# Eva Christian
Evelyne Gutmann, mais conhecida como Eva Christian (Berlim, 27 de maio de 1937), é uma atriz alemã.
Tornou-se conhecida do público brasileiro ao participar de alguns filmes e telenovelas, como Jerônimo, o Herói do Sertão, na qual interpretava Aninha, namorada do herói-título, vivido por Francisco di Franco.

## Biografia
Eva Christian cresceu em Bucareste. Depois do colegial, ela estudou teatro e cinema na Universidade de Bucareste. No Teatro de Comédia em Bucareste ela assinou seu primeiro contrato, e em 1957 estreou no cinema, na produção romena Eruptia.
Em 1962, mudou-se para a então Alemanha Ocidental e em 1962-1963 se apresentou no teatro Volksbühne, de Berlim. Em 1964-1965, no Munich Kammerspiele. Em 1966-1967, trabalhou no Deutsches Theater em Göttingen, e em 1968-1970, no teatro estatal de Berlim.
No início dos anos 1970, morou no Brasil, onde participou de filmes (O Enterro da Cafetina e Anjos e Demônios, em 1970, Quando as Mulheres Paqueram, em 1971, e Missão: Matar, em 1972) e  telenovelas (O Cafona, em 1971, e Jerônimo, o Herói do Sertão, em 1972).
Na temporada 2007-2008, atuava nos palcos do Teatro Nacional de Munique, desempenhando o papel de Hecate, em Macbeth.